# Max Thomas Mehr
Max Thomas Mehr (* 1953) ist ein deutscher Journalist.
Mehr war Mitbegründer der taz und ab 1978 viele Jahre dort tätig. Anschließend war er drei Jahre lang stellvertretender Chefredakteur der Wochenpost (bis 1994). Seither schreibt er als freier Journalist in Berlin unter anderem für Cicero, Zeit, die Frankfurter Allgemeine Zeitung, den Tagesspiegel.  Mehr arbeitet auch für das Fernsehen und das Deutschlandradio.
2003 erhielt er den Bayerischen Fernsehpreis für das Drehbuch zu Sebnitz – die perfekte Story.

## Werke
- 1982: Drachen mit tausend Köpfen: Spaziergänge durch linkes und alternatives Milieu. Westberlin, Frankfurt, München, Hamburg, Stuttgart, Biberach, Köln, Jena, Darmstadt, Dieburg, Nürnberg, Freiburg. Luchterhand, ISBN 3-472-61399-8
- 1993: Schaden begrenzen oder auf die Füße treten. Ein Gespräch zwischen Günter Grass und Regine Hildebrandt mit Repliken von Fritz Ulrich Fack und Max Thomas Mehr. Verlag Volk und Welt (teilweise zuerst veröffentlicht in der Wochenpost).

Dokumentarfilme:
- 1996: Reise nach Saratov (zusammen mit Andrea Everwien) ARD
- 2002: Sebnitz – die perfekte Story (zusammen mit Johann (Frido) Feindt), ARTE/ARD
- 2005: Anna Lindh und ihr Mörder (zusammen mit Joakim Demmer) ARTE